# Ghost/Hellboy
Ghost/Hellboy é uma revista em quadrinhos norte-americana criada por Mike Mignola e publicada pelas editoras DC Comics e Dark Horse Comics, com os personagens Ghost e Hellboy. 